# Basiliche nel mondo
Elenco delle basiliche presenti nel mondo, suddivise per Continenti, Stati e per località in ordine alfabetico:

## Africa
Elenco delle basiliche presenti in Africa, in ordine alfabetico delle Nazioni e delle località
 Algeria
- Algeri:
  - Basilica di Nostra Signora d'Africa (Decreto del 08.06.1875)
- Annaba:
  - Basilica di Sant'Agostino (Annaba)  (Decreto del 24.04.1914)

 Benin
- Ouidah:
  - Basilique de l’Immaculée Conception (Decreto del 09.11.1989)

 Burkina Faso
- Yagma:
  - Basilique-Sanctuaire Notre-Dame de Yagma (Decreto del 20.03.2013)

 Camerun
- Yaoundé:
  - Basilique Marie-Reine-des-Apôtres (Decreto del 02.03.2006)

 Rep. del Congo (ex Congo-Kinshasa)
- Kenya (Lubumbashi):
  - Basilique Sainte-Marie (Decreto del ..2000)

 Costa d'Avorio
- Yamoussoukro:
  - Basilica di Nostra Signora della Pace (Decreto del 30.10.1990)

 Egitto
- Il Cairo:
  - Basilique Sainte-Thérèse (Decreto del 08.07.1972)
  - Basilique Notre Dame de Fatima d’Héliopolis (Decreto del 06.04.1993)

 Ghana
- Kumasi:
  - Basilica cattedrale di San Pietro (Decreto del 02.06.2004)
- Navrongo:
  - Basilica cattedrale della Madonna dei Sette Dolori (Decreto del 17.05.2006)
- Elmina:
  - Basilica di san Giuseppe (Decreto dell'11.03.2007)
- Nandom:
  - Basilica di Santa Teresa del Bambin Gesù (Decreto del 12.11.2008)

 Kenya
- Nairobi:
  - Basilica Cattedrale della Sacra Famiglia (Decreto del 15.02.1982)

 Nigeria
- Onitsha:
  - Basilica Cattedrale della Santissima Trinità (Decreto del 28.05.2007)

 Ruanda
- Kabgayi:
  - Basilica Cattedrale di Nostra Signora (Decreto del 22.10.1992)

 Senegal
- Popenguine-Ndayane:
  - Basilica di Nostra Signora della Liberazione (Decreto del 23.11.1991)

 Tunisia
- Cartagine:
  - L'ex Cattedrale di S. Luigi (Decreto del 10.07.1918)

 Uganda
- Lodonga:
  - Basilica della Beata Vergine Maria (Decreto del 26.05.1961)
- Namugongo:
  - Basilica dei Martiri dell'Uganda (Decreto del 28.04.1993)

 Zimbabwe
- Bulawayo:
  - Basilica Cattedrale dell'Immacolata Concezione (Decreto del 21.06.2013)

## America
Elenco delle basiliche presenti in America, in ordine alfabetico delle Nazioni e delle località
 Argentina

 Bolivia
- Copacabana (Bolivia):
  - Basílica de la Virgen de la Candelaria (Decreto del 05.06.1940)
- La Paz:
  - Chiesa di San Francisco (La Paz) (Decreto del 23.01.1948)
  - Catedral Basílica de Nuestra Señora de La Paz (Decreto del 21.09.1948)
  - Basílica María Auxiliadora (Decreto del 24.09.2000)
- Potosí:
  - Catedral Basílica de Nuestra Señora de La Paz (Decreto del 19.10.1938)
- Santa Cruz de la Sierra:
  - Catedral Metropolitana Basílica de San Lorenzo(Decreto del 25.11.1980)
- Sucre:
  - Cattedrale di Nostra Signora di Guadalupe (Sucre) (Decreto del 18.02.1925)
  - Basilica de San Francisco (Decreto del 21.08.1999)

 Brasile

 Canada

 Cile
- Andacollo:
  - Basílica-Santuario Nuestra Señora del Rosario (Decreto del 24.02.1998)
- Antofagasta:
  - Basílica del Corazón de María (Decreto del 10.05.1999)
- Maipú (Cile):
  - Basílica de Nuestra Señora del Carmen (Decreto del 27.01.1987)
- Rengo:
  - Basílica de Santa Ana (Decreto del 06.05.1997)
- Santiago del Cile:
  - Basílica de Nuestra Señora de la Merced (Decreto del 12.07.1922)
  - Basílica de Nuestra Señora del Perpetuo Socorro (Decreto del 25.11.1925)
  - Basílica del Corazón de María (Decreto del 23.01.1929)
  - Basílica del Salvador (Decreto del 20.10.1937)
  - Basílica de Lourdes (Decreto del 15.10.1992)

 Colombia

 Costa Rica
- Cartago (Costa Rica):
  - Basílica de Nuestra Señora de Los Ángeles (Decreto del 10.07.1935)
- El Tejar (Costa Rica):
  - Basílica de la Inmaculada Concepción (Decreto del 04.07.1985)

 Cuba
- L'Avana:
  - Basílica de Nuestra Señora de la Caridad (Decreto del 09.12.2011)
- Santiago di Cuba:
  - Basílica Santuario Nacional de Nuestra Señora de la Caridad del Cobre (Decreto del 22.12.1977)
  - Basílica Metropolitana Iglesia Catedral de Nuestra Señora de la Asunción (Decreto del 15.02.1882)

 Curaçao
- Willemstad:
  - Basilika Santa Ana (Decreto del 23.11.1974)

 Ecuador
- Ambato:
  - Basílica Catedral de Nuestra Señora de la Elevación (Decreto del 28.04.1961)
- Concha (Ecuador):
  - Basílica de Nuestra Señora del Perpetuo Socorro (Decreto del 10.12.1966)
- Cuenca (Ecuador):
  - Basílica de la Santísima Trinidad (Decreto del 04.04.2009)
- El Cisne (Loja):
  - Santuario Nacional de Nuestra Señora del Cisne(Decreto del 18.04.1980)
- El Quinche (Quito):
  - Santuario Nacional de Nuestra Señora de la Presentación del Quinche (Decreto del 02.05.1959)
- Guayaquil:
  - Basílica de Nuestra Señora de La Merced (Decreto del 04.05.1962)
- Ibarra (Ecuador):
  - Basílica de Nuestra Señora de La Merced (Decreto del 21.09.1964)
- Montecristi:
  - Basílica de Santísima Virgen de Monserrat (Decreto del 03.06.1988)
- Quito:
  - Basílica de Nuestra Señora de la Merced (Decreto del 24.11.1920)
  - Basílica de San Francisco (Decreto del 09.11.1965)
  - Basílica Sagrado Corazón de Jésus, Patrono del Ecuador (Decreto del 04.10.1991)
- Yaguachi:
  - Basílica Catedral San Jacinto (Decreto del 18.06.1980)

 El Salvador
- San Miguel (El Salvador):
  - Catedral-Basílica Reina de la Paz (Decreto del 10.10.1966)
- San Salvador:
  - Catedral Metropolitana Basílica de San Salvador (Decreto del 10.02.1843)
  - Basílica de la Ceiba de Nuestra Señora de Guadalupe (Decreto del 25.07.1960)
- San Vicente (El Salvador):
  - Basílica de Nuestra Señora del Pilar (Decreto del 08.12.1962)

 Guadalupa
- Basse-Terre:
  - Basilique-Cathédrale Notre-Dame de Guadeloupe (Decreto del 17.08.1877)

 Guatemala
- Città del Guatemala:
  - Basílica de Nuestra Señora del Rosario (Decreto del 28.10.1969)
- Esquipulas (Guatemala):
  - Basílica del Cristo Negro de Esquipulas (Decreto del 27.01.1961)

 Honduras
- Tegucigalpa:
  - Basílica de Nuestra Señora de Suyapa (Decreto del 09.09.2015)

 Messico

 Nicaragua
- Diriamba:
  - Basílica San Sebastián (Decreto del 28.10.1964)
- El Viejo:
  - Santuario Nacional Basílica de Nuestra Señora de la Inmaculada Concepción (Decreto del 20.12.1995)
- Managua:
  - Basílica de San Antonio (Decreto del 14.06.1957)

 Panama
- Atalaya (Panama):
  - Basílica de Jesús Nazareno (Decreto dell'11.05.1964)
- Panama (città):
  - Basílica de Don Bosco (Decreto del 19.10.1988)
  - Catedral Basílica Santa María la Antigua (Decreto del 18.11.2014)

 Paraguay
- Caacupé:
  - Cattedrale di Nostra Signora dei Miracoli (Caacupé) (Decreto del 25.06.2015)
- Pilar (Paraguay):
  - Basílica Nuestra Señora del Pilar (Decreto del 26.09.1979)

 Perù
- Arequipa:
  - Catedral Basílica Santa María (Decreto del 05.06.1940)
- Ayacucho:
  - Catedral Basílica Santa María (Decreto del 15.01.1960)
- Callao:
  - Basílica del Carmen de la Legua (Decreto del 31.05.2014)
- Cuzco:
  - Basílica Nuestra Señora de las Mercedes (Decreto del 26.06.1946)
  - Basilica cattedrale dell'Assunzione della Beata Vergine Maria (Decreto del 08.02.1928)
- Lima (Perù):
  - Basílica Nuestra Señora de la Merced (Decreto del 12.11.1924)
  - Basilica Nuestra Señora del Rosario (Santo Domingo) (Decreto del 23.01.1929)
  - Basílica San Francisco (Decreto dell'11.01.1963)
  - Basílica Santa Rosa de Lima (Decreto del 09.11.1993)
  - Basilica cattedrale di San Giovanni Apostolo ed Evangelista (Decreto del 28.05.1921)
  - Santuario Basílica María Auxiliadora (Decreto del 19.02.1962)
- Puno:
  - Catedral Basílica San Carlos Borromeo (Decreto del 19.10.1963)
- Trujillo (Perù):
  - Catedral Basílica Santa María (Decreto del 23.08.1967)

 Porto Rico
- Hormigueros:
  - Santuario Basílica Nuestra Señora de la Monserrate (Decreto del 19.05.1998)
- San Juan (Porto Rico):
  - Catedral Metropolitana Basílica de San Juan Bautista (Decreto del 25.01.1978)

 Rep. Dominicana
- Salvaleón de Higüey:
  - Basílica Catedral Nuestra Señora de la Altagracia (Decreto del 17.12.1970)
- Santo Domingo:
  - Basílica Catedral Metropolitana Santa María de la Encarnación (Decreto del 31.08.1920)

 Saint Lucia
- Castries:
  - Cathedral Basilica of the Immaculate Conception (Decreto del 25.03.1999)

 Stati Uniti

 Suriname
- Paramaribo:
  - Cattedrale dei Santi Pietro e Paolo (Paramaribo) (Decreto del ..2014)

 Trinidad e Tobago
- Port of Spain:
  - Cathedral Basilica of the Immaculate Conception (Decreto del ..1851)

 Uruguay
- Colonia del Sacramento:
  - Basílica do Santíssimo Sacramento (Decreto dell'11.03.1997)
- Florida (Uruguay):
  - Catedral Basílica de Nuestra Señora del Lujan (Decreto del 01.04.1963)
- Paysandú:
  - Basílica Nuestra Señora del Rosario y San Benito de Palermo (Decreto dell'11.11.1949)
- Salto (Uruguay):
  - Catedral San Juan Bautista (Decreto del 08.04.1997)
- San José de Mayo:
  - Catedral Basílica de San José de Mayo (Decreto del 24.04.1957)

 Venezuela
- Barquisimeto:
  - Basílica el Santo Cristo de la Gracia (Decreto del 19.08.1993)
- Caracas:
  - Basílica Santuario de Santa Capilla (Decreto del 05.08.1926)
  - Basílica San Pedro Apóstol (Decreto del 21.12.1962)
  - Basílica de Santa Teresa (Decreto del 21.03.1974)
- Coro (Venezuela):
  - Catedral Basílica de Santa Ana (Decreto dell'11.07.1977)
  - Basílica de Nuestra Señora de Guadalupe de El Carrizal (Decreto del 06.11.2008)
- Guanare:
  - Basílica Catedral Nuestra Señora de Coromoto (Decreto del 19.05.1949)
- Isla de Margarita:
  - Basílica Menor Nuestra Señora de El Valle (Decreto del 07.06.1995)
- La Grita:
  - Basílica del Espíritu Santo (Decreto del 25.10.1976)
- Maracaibo:
  - Basílica de Nuestra Señora de Chiquinquirá (“La Chinita”) (Decreto del 18.05.1920)
- Mérida (Venezuela):
  - Catedral Basílica Menor de la Inmaculada Concepción de Mérida (Decreto del 08.02.1991)
- San Genaro de Boconoito:
  - Basílica Menor Santuario Nacional Nuestra Señora de Coromoto (Decreto del 12.08.2006)
- Táriba:
  - Basílica de Nuestra Señora de la Consolación (Decreto del 23.10.1959)
- Timotes:
  - Basílica de Santa Lucía (Decreto del 22.10.2002)
- Valencia (Venezuela):
  - Catedral Basílica de Nuestra Señora del Socorro (Decreto del 12.02.1960)

## Asia
Elenco delle basiliche presenti in Asia, in ordine alfabetico delle Nazioni e delle località
 Cina
- Shanghai:
  - Basilica di She Shan (Basilica di Nostra Signora Aiuto dei Cristiani) (Decreto del 24.07.1942)

 Filippine
- Agoo:
  - Basilica of Our Lady of Charity (Decreto del 15.07.1982)
- Batangas:
  - Basilica of the Santo Niño (Decreto del 13.02.1948)
- Cebu:
  - Basilica of the Santo Niño (Decreto del 01.04.1965)
- Malolos:
  - Immaculate Conception Cathedral Basilica (Decreto del 09.04.1999)
- Manaoag:
  - Basilica of Our Lady of the Rosary (Decreto dell'11.10.2014)
- Manila:
  - Basilica of San Sebastián (Decreto del ..1890)
  - Cattedrale di Manila (Metropolitan Cathedral Basilica of the Immaculate Conception) (Decreto del 27.04.1981)
  - Basilica di San Giovanni Battista (Quiapo) (Basilica del Nazareno Nero) (Decreto dell'11.12.1987)
  - Basilica of San Lorenzo Ruiz (Decreto del 23.07.1992)
- Naga (Camarines Sur): 
  - Basilica of Our Lady of Peñafrancia (Decreto del 02.05.1985)
- Piat (Cagayan):
  - Basilica of Our Lady of Piat (Decreto del 10.03.1997)
- Taal:
  - Basilica of St. Martin de Tours (Decreto del 22-10-1948)
- Tayabas:
  - Basilica of St. Michael the Archangel (Decreto del 18.10.1988)

 Giappone
- Nagasaki:
  - Basilica dei Ventisei Santi Martiri del Giappone (Decreto del 26.04.2016)

 India

 Israele
- Haifa:
  - Monastero di Stella Maris (Decreto del 26.11.1839)
- Gerusalemme:
  - Basilica del Santo Sepolcro (Decreto del al.or.Imme)
  - Basilica dell’Agonia (Chiesa di tutte le Nazioni)
  - Basilica di Santo Stefano (Gerusalemme) (Decreto dell'11.11.1903)
  - Chiesa di Sant’Anna (Decreto del 10.07.1954)
  - Basilica della Dormizione di Maria (Decreto del 19.07.1957)
- Daburiyya (Monte Tabor):
  - Basilica della Trasfigurazione
- Nazareth:
  - Basilica dell'Annunciazione

 Palestina
- Emmaus:
  - Church of Emmaus (House of St. Cleophas) (Decreto del 10.12.1919)
- Betlemme:
  - Basilica della Natività [senza fonte]

 Sri Lanka
- Ragama:
  - Basilica of Our Lady of Lanka (Decreto del 22.08.1973)

 Taiwan
- Kaohsiung:
  - Cathedral Basilica of the Holy Rosary (Decreto del 22.05.1995)
- Wanluan Township:
  - Basilica of the Immaculate Conception (Decreto del 20.07.1984)

 Turchia
- Istanbul:
  - Cattedrale dello Spirito Santo (Istanbul)  (Decreto del 18.03.1909)
  - Basilica di Sant’Antonio da Padova (Decreto del 22.02.1932)

 Vietnam
- Kien Khe:
  - Basilica di So Kien (Decreto del 24.06.2010)
- La Vang:
  - Santuario di Nostra Signora di La Vang (Decreto del 22.08.1961)
- Ho Chi Minh (città):
  - Cattedrale dell’Immacolata Concezione (Decreto del 13.11.1962)
- Xuan Truong:
  - Basilica dell’Immacolata Concezione (Decreto del 12.08.2008)

## Oceania
Elenco delle basiliche presenti in Oceania, in ordine alfabetico delle Nazioni e delle località
 Australia
- Melbourne (Camberwell):
  - Our Lady of Victories Basilica (Decreto del 30.09.1996)
- Melbourne (East Melbourne):
  - Cattedrale di San Patrizio (Melbourne) (Decreto del 20.07.1974)
- Fremantle:
  - St Patrick’s Basilica (Decreto del 20.07.1994)
- Geelong:
  - St Mary of the Angels Basilica (Decreto del 09.06.2004)
- Sydney:
  - Cattedrale di Santa Maria (Sydney) (Decreto del 04.08.1932)

 Guam
- Hagåtña:
  - Cattedrale del Dolcissimo Nome di Maria (Decreto del 25.03.1985)

 Stati Uniti (in Oceania)
- Honolulu:
  - Cathedral Basilica of Our Lady of Peace (Decreto del 10.05.2014)

 Samoa
- Leulumoega:
  - Basilica Sancta Ana (Decreto del 12.08.2009)